# 1932 en Nouvelle-Écosse
Chronologie de la Nouvelle-Écosse
- 1928
- 1929
- 1930
- 1931
- 1932
- 1933
- 1934
- 1935
- 1936

Cette page concerne des événements survenus en 1932 dans la province canadienne de la Nouvelle-Écosse.

## Politique
- Premier ministre : Gordon S. Harrington
- Chef de l'Opposition :
- Lieutenant-gouverneur : Walter Harold Covert
- Législature :